# Перевернутий вилоподібний хрест
У геральдиці Ге́пель (нім. Göpel) або перевернутий вилоподібний хрест є одночасно поділом щита і негеральдичною фігурою і має форму перекинутого символу латинської літери Y, зображеного в товщині стовпа. Дзеркальний знак називається вилоподібним хрестом або вилкою.

## Походження
У німецькій мові словом Göpel називається кінний привод — пристрій, для урухомлення жорна, ківша та ін., що складається з вертикального стовбура та кількох важелів-вирл, прикріплених збоку від головного вала (веретена). Тиснучи на важіль, тварини в колі передають силу в одному напрямку. Геральдичний термін походить від цього пристрою: геральдичну шапку утворюють два важелі, які тягнуться від вертикального головного вала до тварини під кутом.

## Геральдичне зображення
Кінці цього хреста проходять від стовпа у формі вилки по діагоналі вниз і назовні до краю щита і утворюють перевернуту Y-форму. Як геральдичне зображення, воно повинно торкатися краю щита всіма трьома кінцями. Ця форма розділяє щит на три поля, по одному з кожного боку поперечної стійки, а інше внизу між Y-раменами. Під час блазону спочатку звертається до першого поля, потім до другого і, нарешті, до нижнього. Гепель також може мати вигнуті кінцівки, які потім описуються як криволінійний гепель (криволінійний перевернутий вилоподібний хрест).
Подібно до інших геральдичних зображень, існує поділ поля у вигляді гепеля, в якому три поля стикаються безпосередньо без «видимого» хреста (або в ширину лінії). Обрізані краї можуть мати всі варіанти геральдичних зрізів, але поширеними є прямі та хвилясті зрізи.
Якщо хрест накладається на стовп, його називають потрійним гепелем.
Якщо фігура особливо широка, а нижнє поле між кінцівками однакового кольору, тобто перекинутий Іпсилон, заповнений тим же кольором, його перевернуту форму називають повним гепелем.
Хвилястий хрест у геральдиці, як правило символізує злиття рік. Часто-густо він позначає населені пункти, що розташовані йу таких місцях.

## Спільна фігура
Гепель та вилоподібний хрест можуть виглядати як дишло з прямими та вигнутими кінцями.
Фігура може не торкатися краю щита. У щиті (полі) він нагадує плаваючий, перевернутий іпсилон, тому має бути описаний як плаваючий.
При відповідній ширині гепель може бути покритий або облямований, як і інші геральдичні елементи.
Ширина варіюється від стовпа до товщини нитки.
Більша частина фігур, що витає, має прямокутні ріжучі кромки. Якщо вони сходяться до точки, про це слід повідомити як гострий гепель.
Церковна застібка (Rinkenkreuz) виготовлена з дишл або вилоподібних хрестів із вигнутими раменами, що поєднуються в хрест або грецький хрест з прикріпленими ручками котла (нім. Rinken) на поперечних кронштейнах.

## Приклади

Срібний перевернутий вилоподібний хрест
Золотий перевернутий вилоподібний хрест із вигнутими кінцями
У срібному полі синій хвилястий перевернутий вилоподібний хрест
У золотому полі чорний зубчатий перевернутий вилоподібний хрест
Поле поділене срібним перевернутим вилоподібним хрестом
Поле поділене тонким золотим перевернутим вилоподібним хрестом з потовщенням на кінцівках
На золоті червоний плаваючий гепель
На сріблі червоний плаваючий гепель з розтроєними вигнутими кінцями
Поле поділене у перевернутий вилоподібний хрест
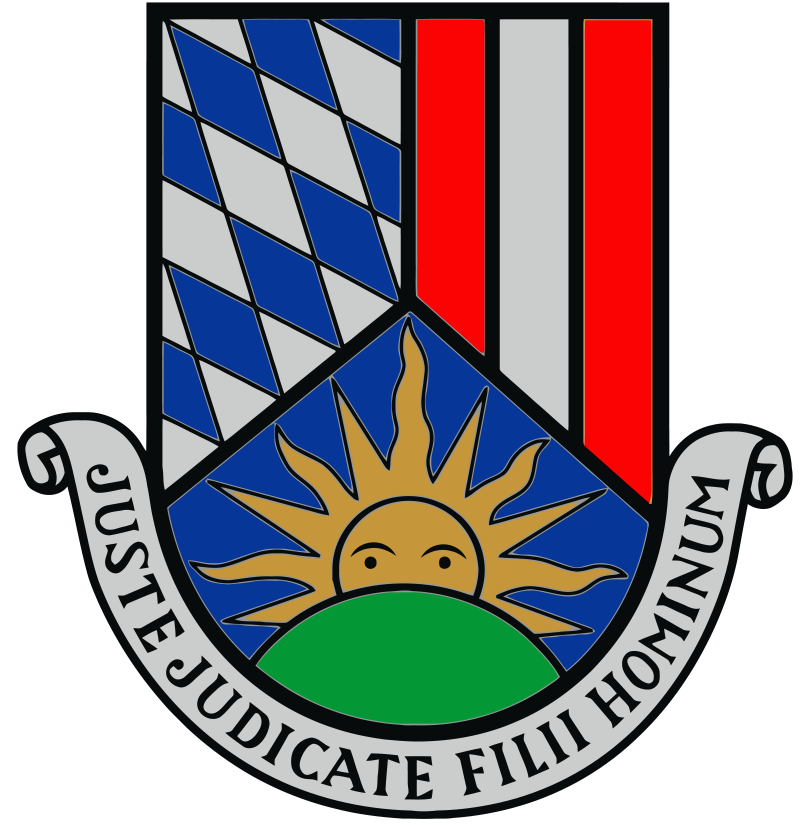
Поле поділене у перевернутий вилоподібний хрест
Поле поділене у хвилястий перевернутий вилоподібний хрест
У синьому полі срібний повний перевернутий вилоподібний хрест

## Вебпосилання
- Bernhard Peter:Kombinationen unvollständiger Teilungslinien: Göpel und Deichsel (нім.)